# Carin C. Tietze
Carin C. Tietze, all'anagrafe Carin Christina Tietze (Denver, 3 ottobre 1964), è un'attrice e doppiatrice statunitense naturalizzata tedesca.
Attrice attiva principalmente in campo televisivo, tra cinema e - soprattutto - televisione, ha partecipato a circa un centinaio di differenti produzioni, a partire dalla fine degli anni ottanta, lavorando soprattutto in vari film TV.

## Biografia
Carin Christina Tietze è nata a Denver, in Colorado, il 3 ottobre 1964.
Cresce però in Germania, segnatamente a Monaco di Baviera: in Baviera si dedica alla pratica dello sci in forza al TSV Starnberg.
Nel 1987, dopo due anni di studi, consegue il diploma in recitazione presso la Neighborhood Playhouse School Of Theatre di New York.

### Carriera
In seguito, recita, tra l'altro nel ruolo di Traudl nella serie televisiva Un dottore tra le nuvole (1992-1996), nel ruolo di Marie Winter nella serie televisiva Sperling (2003-2007), nel ruolo del commissario capo Gesine Westfahl nella serie televisiva SK Kölsch (2005-2006), nel ruolo di Johanna Stickler nella serie televisiva Der Winzerkönig (2006-2010), nel ruolo di Sabrina Rattlinger nella serie televisiva Heiter bis tödlich - Hubert und Staller (2011-...), ecc.
Come doppiatrice, ha prestato la propria voce ad attrici quali Paula Abdul, Donzaleigh Abernathy, Krysia Andrzejczak, Rosanna Arquette, Leigh-Allyn Baker, Angela Bassett, Maria Bello, Kenda Benward, Halle Berry, Juliette Binoche, Sandrine Bonnaire, Lauren Bowles, Margherita Buy, Gia Carides, Amy Carlson, Clémentine Célarié, Joan Cusack, Linda Fiorentino, Tara Fitzgerald, Charlotte Gainsbourg, Gina Gershon, Rita Hayworth, Sandrine Holt, Nastassja Kinski, Queen Latifah, Andie MacDowell, Elle MacPherson, Mona Marshall, Alexandra Paul, Parker Posey, Isabelle Renauld, Annabella Sciorra, Izabella Scorupco, Paprika Steen, Cynthia Stevenson, Tilda Swinton, Paige Turco, Olivia Williams, Vanessa A. Williams, Robin Wright, ecc.

### Vita privata
È la moglie del regista Florian Richter.

## Filmografia

### Cinema
- Nukie (1988)
- Forced March (1989)
- Zwei Frauen - Il silenzio del lago ghiacciato (1989)
- Sommer am Meer (1995)
- Peccato che sia maschio (1996)
- Cascadeur (1998)
- Das Tal der Schatten (1999)
- König der Herzen - cortometraggio (2010)
- Mara und der Feuerbringer (2015)

### Televisione
- Familienschande - film TV (1988)
- Il commissario Kress/Il commissario Herzog (Der Alte) - serie TV, 9 episodi (1988-2011) - ruoli vari
- SOKO 5113 - serie TV, 4 episodi (1989-2009) - ruoli vari
- L'ispettore Derrick - serie TV, ep. 17x05, regia di Theodor Grädler (1990)
- L'ispettore Derrick - serie TV, ep. 17x08, regia di Wolfgang Becker (1990)
- L'ispettore Derrick - serie TV, ep. 17x09, regia di Horst Tappert (1990)
- Les aventuriers du Rio Verde - miniserie TV (1991)
- L'ispettore Derrick - serie TV, ep. 18x10, regia di Helmuth Ashley (1991)
- Glückliche Reise - serie TV, 1 episodio (1992)
- L'ispettore Derrick - serie TV, ep. 19x06, regia di Theodor Grädler (1992)
- Un dottore tra le nuvole - serie TV, 46 episodi (1992-1996)
- Zanna Bianca - serie TV (1993)
- La nave dei sogni - serie TV, 4 episodi (1993-2012) - ruoli vari
- Unter Druck - film TV (1995)
- Alte Freunde küßt man nicht - film TV (1995)
- Rosamunde Pilcher - Sommer am Meer - film TV (1995)
- L'ispettore Derrick - serie TV, ep. 22x09, regia di Hans-Jürgen Tögel (1995)
- Der Mann ohne Schatten - serie TV, 1 episodio (1996)
- Buongiorno professore! - serie TV, 6 episodi (1996)
- Charleys Tante - film TV (1996)
- Herz über Kopf - film TV (1997)
- Joy Fieldings Mörderischer Sommer - film TV (1997)
- Der Bulle von Tölz - serie TV, 6 episodi (1997-2009) - ruoli vari
- Die Straßen von Berlin - serie TV, 1 episodio (1998)
- A.S. - serie TV, 1 episodio (1998)
- Tierarzt Dr. Engel - serie TV, 3 episodi (1998)
- Amici di ghiaccio - Death Run (Mörderische Abfahrt - Skitour in den Tod), regia di Curt M. Faudon – film TV (1999)
- Ein Mann für gewisse Sekunden - film TV (1999)
- Fast ein Gentleman - serie TV, 1 episodio (2000)
- Tatort - serie TV, 3 episodi (2000-2011) - ruoli vari
- Sinan Toprak ist der Unbestechliche - serie TV, 1 episodio (2001)
- Appuntamento a Parigi - film TV (2001)
- Rosamunde Pilcher - Küste der Träume - film TV (2001)
- L'île bleue - film TV (2001)
- Edel & Starck - serie TV, 1 episodio (2002)
- Die Rosenheim-Cops - serie TV, 2 episodi (2002-2013) - ruoli vari
- Schöne Lügen - film TV (2003)
- Im Namen des Gesetzes - serie TV, 1 episodio (2003)
- Sperling - serie TV (2003-2007)
- Inga Lindström - Sehnsucht nach Marielund - film TV (2004)
- Die Verbrechen des Professor Capellari - serie TV, 1 episodio (2004)
- Dornröschens leiser Tod - film TV (2004)
- Guardia costiera - serie TV, 1 episodio (2005)
- Der Pfundskerl - serie TV, 1 episodio (2005)
- Das Duo - serie TV, 1 episodio (2005)
- Zeit der Fische - film TV (2005)
- SK Kölsch - serie TV, 9 epsisodi (2005-2006)
- Im Tal der wilden Rosen - serie TV, 2 episodi (2006-2007)
- Der Winzerkönig - serie TV, 30 episodi (2006-2010)
- Squadra Speciale Colonia - serie TV, 1 episodio (2007)
- Ein starkes Team - serie TV, 1 episodio (2007)
- SOKO Wismar - serie TV, 1 episodio (2007)
- Squadra Speciale Cobra 11 - serie TV, 1 episodio (2008)
- Wieder daheim - film TV (2008)
- Safari ins Glück - film TV (2008)
- Barbara Wood - Karibisches Geheimnis - film TV (2009)
- Il commissario Schumann - serie TV, 1 episodio (2009)
- Un caso per due - serie TV, 1 episodio (2009)
- La nave dei sogni - Viaggio di nozze - serie TV, 1 episodio (2009)
- Hamburg Distretto 21 - serie TV, 1 episodio (2009)
- Polizeiruf 110 - serie TV, 1 episodio (2010)
- Inga Lindström - Un segno del destino (Inga Lindström - Millionäre küsst man nicht) - film TV (2010)
- Non è mai troppo tardi - film TV (2011)
- Squadra speciale Lipsia - serie TV, 1 episodio (2011)
- Heiter bis tödlich - Hubert und Staller - serie TV, 39+ episodi (2011-...)
- Das Leben ist ein Bauernhof - film TV (2012)
- Rosamunde Pilcher - Die falsche Nonne - film TV (2012)
- Unter Verdacht - serie TV, 1 episodio (2012)
- Squadra Speciale Stoccarda - serie TV, 1 episodio (2013)
- Inga Lindström - Cuore di ghiaccio (Inga Lindström - Herz aus Eis), regia di Martin Gies – film TV (2013)
- Der Bergdoktor - serie TV, 1 episodio (2014)
- SOKO Kitzbühel - serie TV, 1 episodio (2014)
- München 7 - serie TV, 1 episodio (2015)
- Der Staatsanwalt - serie TV, 1 episodio (2015)
- Hubert und Staller - Unter Wölfen - film TV (2015)

## Doppiatrici italiane
- Barbara Berengo in Un dottore tra le nuvole[4]
- Monica Gravina in Rosamunde Pilcher - Tornare ad amare[5]